# لاسلو دیستل
لاسلو دیستل (مجاری: László Disztl؛ زادهٔ ۴ ژوئن ۱۹۶۲) بازیکن سابق و مربی فوتبال اهل مجارستان است.
از باشگاه‌هایی که در آن بازی کرده‌است می‌توان به باشگاه فوتبال کلوب بروژ، باشگاه فوتبال بوداپست هونود، و باشگاه فوتبال ویدتون اشاره کرد.
وی همچنین در تیم ملی فوتبال مجارستان بازی کرده‌است.